# 中國—中亞天然氣管道
中國－中亞天然氣管道是一條由中亞向中國新疆的天然氣輸氣管道。

## 歷史
中國－中亞天然氣管道最初的設想為在中哈石油管道的基礎上之延伸。2003年6月，在中共中央總書記兼中國國家主席胡錦濤訪問哈薩克斯坦時簽署了盡快完成此項目的意向協議。 哈薩克斯坦國家石油天然氣公司與中國石油隨後開始了輸氣管道項目可行性研究，與此同時，中國與其他中亞國家繼續進行協商。
2006年4月3日，中國與土庫曼斯坦簽署了關於輸氣管道建設與長期天然氣供應的框架協議。2007年6月，土庫曼斯坦總統古爾班古雷·別爾德穆罕默多夫在訪問中國期間簽署了加速該天然氣管道項目建設的協議。  7月，土庫曼斯坦正式加入原有中哈石油管道。  2007年11月8日，哈薩克斯坦石油公司KazMunayGas與中國石油天然氣集團公司簽署關於未來管道建設的原則性協議。
2007年8月30日，全長188公里的土庫曼斯坦段開工建設。  烏茲別克斯坦段的建設於2008年6月30日開工。  哈薩克斯坦段亦於2008年7月9日開工建設並於2009年7月完成一期工程。
2009年12月12日，胡錦濤在訪問哈薩克斯坦期間，該段宣佈竣工。於兩日後的12月14日，胡錦濤在訪問土庫曼斯坦時，與土庫曼斯坦、烏茲別克斯坦及哈薩克斯坦領導人一同參加了中亞天然氣管道的全線通氣儀式。
中國－中亞天然氣管道二線於2010年底竣工，三線於2012年開工建設， 2014年6月15日投產。至2015年總輸氣量達550億立方米/年。

## 意義
土庫曼斯坦的天然氣供應將大大緩解中國緊張的天然氣需求，並穩定中國整體能源供應體系。啓用後，該管道預計將為中國提供2%的能源，同時將會減少煙塵與二氧化碳的排放。
這一數量大概相當於中國2007年天然氣使用總量的50%。 
對於土庫曼斯坦而言，該管道使其能源出口多元化。開通之前，土庫曼斯坦的天然氣出口對象為俄羅斯與伊朗。

## 路線
該管道西起土庫曼斯坦阿姆河東岸，經由烏茲別克斯坦至哈薩克斯坦南部，與現有布哈拉-塔什干-比什凱克-阿拉木圖管道平行，並最終延伸至中國新疆的霍爾果斯，與西氣東輸及西氣東輸二線管道連接。

## 引用
1. ↑  . China Daily. 2004-08-25  [2007-07-27]. （原始内容存档于2007-03-11）.
2. ↑  Daniel Kimmage. . Radio Free Europe / Radio Liberty. 2006-04-10  [2007-07-27]. （原始内容存档于2007-07-11）.
3. ↑  . Caucaz.com. 2007-05-01  [2007-07-27]. （原始内容存档于2008-08-13）.
4. ↑  . Forbes. 2007-07-04  [2007-07-27].[][]
5. ↑  Maria Golovnina. . Reuters. 2007-11-08  [2008-03-15]. （原始内容存档于2020-11-21）.
6. ↑  Marat Gurt. . Reuters. 2008-02-19  [2008-03-15]. （原始内容存档于2020-11-21）.
7. ↑  . Eurasianet. 2009-07-10  [2009-07-16]. （原始内容存档于2009-07-15）.
8. ↑  . Downstream Today. 2008-07-03  [2008-07-07]. （原始内容存档于2008-09-03）.
9. ↑  . Upstream Online. 2008-07-09  [2008-07-09]. （原始内容存档于2012-02-26）.
10. ↑  Maria Golovnina. . Reuters. 2009-09-12  [2009-09-12]. （原始内容存档于2020-11-21）.
11. ↑  . Business Recorder. 2014-06-16  [2022-10-07]. （原始内容存档于2015-05-05） （英语）.
12. ↑  . ChinaStakes. 2008-07-02  [2009-02-24]. （原始内容存档于2012-07-23）.
13. ↑  . CNPC Press Release. 2008-07-10  [2009-09-10]. （原始内容存档于2009-08-03）.